# Tripoli (Grčka)
Tripoli (grčki:Τρίπολη, rjeđe Tripolica) je grad u središnjem Peloponezu, Grčka, i glavni grad prefekture Arkadija.
Današnji Tripoli je sjedište novoosnovanog Sveučilišta Peloponez, sa svoja dva fakulteta; Znanosti i Tehnologije i Ekonomije i Uprave.

## Zemljopisne osobine
Grad Pirgos udaljen je oko 145 km u pravcu istoka, a najveći grad Peloponeza Patras udaljen je 144 km sjevero-istočno od Tripolisa. Korint je udaljen 78 km jugozapadno, a Atena 148 km zapadno.
U središtu grada je otomanska utvrda okružena zidinama.
Grad je oružen šumama pinija, s juga i zapada na zapadu se nalazi planina Mainalo. Tripoli je okružen sa svih strana plodnom zemljom. Industrijska zona osnovana je u istočnom dijelu grada.
Tripoli je vojnički grad, jer se u njemu nalaze dva najveća centra za obuku vojnika; centar za obuku pješaštva i vojarna i centar za obuku grčkog zrakoplovstva.
- 251 Armijski školski bataljon (Grčke vojske)
- 124 školska eskadrila (Grčkog zrakoplovstva)

## Klimatske prilike
Tripoli ima tipičnu kontinentalnu klimu, jer je i pored toga što se nalazi tako južno, smješten u unutrašnjosti Peloponeza na nadmorskoj visini od  (650m). Tako Tripoli ima tipične ekstremne vrijednosti, ljetne temperature dosežu maksimalne vrijednosti od 40 C (zabilježeni rekord je 44 C) a zimi iznose vrijednosti od -10 C. (zabilježeni rekord je -18 C). U Tripoliju nije rijedak ni snijeg, koji pada više puta na godinu od listopada do travnja.
| Mjesec | Najniža temperatura | Najviša temperatura |
| ------ | ------------------- | ------------------- |
| Sij:   | 0,9                 | 9,6                 |
| Vel:   | 1,2                 | 10,5                |
| Ožu:   | 2,5                 | 13,0                |
| Tra:   | 4,9                 | 17,1                |
| Svi:   | 8,2                 | 22,7                |
| Lip:   | 11,9                | 27,8                |
| Srp:   | 14,3                | 30,1                |
| Kol:   | 14,5                | 30,1                |
| Ruj:   | 11,6                | 26,4                |
| Lis:   | 8,3                 | 20,6                |
| Stu:   | 4,9                 | 15,5                |
| Pro:   | 2,8                 | 11,2                |

## Povijest
U srednjem vijeku, naselje je bilo znano kao Drobolica, Drobolcá, ili Dorboglica, najvjerojatnije kao izvedenica od grčke složenice Hydro polis,Vodeni grad, ali ime je možda južno slavenskog porijekla kao naziv za  hrastovik, hrastovu šumu .
Novovjeki Tripolis osnovan je 1770. godine pored ruševina antičkih gradova  Palantrona,  Tegeje  i   Mantineje , ime Τρίπολις = τρεις πόλεις  tri grada , uzeto je prije svega da objasni srednjovjekovno ime grada.
Prije Grčkog rata za neovisnost, za otomanske uprave nad gradom, Tripoli je imao veliku muslimansku i židovsku zajednicu i bio središnje mjesto turske vlasti, odakle je ona kontrolirala Peloponez i grčko stanovništvo. Za vrijeme ustanka Aleksandra Ypsilantisa gotovo sve stanovništvo grada je pobijeno da se time zastraše ostali ustanici.
U vrijeme Grčkog rata za neovisnost, Tripolis je bio prvi veći grad kojeg su oslobodili Grci, pod vodsvom Teodora Kolokotronisa dana 17. listopada 1821. godine, nakon toga "grad je bio poprište stašnog masakra nad muslimanskim i turskim stanovnicima", to je bilo zato što su "osvajači tiranizirali kršćansko stanovništvo više od 400 godina, tretirajući ga poput robova i ostavljajući iza sebe jedino ruševine i rasap". 
Kad je turski zapovjednik Ibrahim paša ponovno zauzeo grad 22. lipnja 1825., on je zauzvrat masakrirao kršćansko stanovništvo grada, porušio gradske zidine i obrambene tornjeve.
Grad je konačno oslobođen od Turaka 1829. godine, ubrzo nakon toga Tripolis je postao jedan od najvažnijih središta novoustanovljene Kraljevine Grčke.

## Rast stanovništva Tripolisa posljednjih decenija
| Godina | Stanovništvo | Promjena       | Stanovništvo općine | Promjena       |
| ------ | ------------ | -------------- | ------------------- | -------------- |
| 1981   | 21,337       | -              | -                   | -              |
| 1991   | 22,429       | +1,092/+5.12%  | 26,432              | -              |
| 2001   | 25,520       | +3,091/+13.78% | 28,976              | + 2,544/+9.62% |

## Prijevoz
Do Tripolisa je z Atene najlakše doći autocestom Korint-Tripoli-Kalamata, koja je dio europskog cestovnog pravca E65. 
Tripolis je povezan i željezničkom prugom Korint-Tripoli-Kalamata.

## Vanjske poveznice
- http://arcadia.ceid.upatras.gr/arkadia/places/trip/tripoli.htm  Arhivirana inačica izvorne stranice od 9. srpnja 2011. (Wayback Machine) (grč.)
- Vrijeme u Tripoliju  Arhivirana inačica izvorne stranice od 4. prosinca 2004. (Wayback Machine) (grč.)
- Karte - Tripoli
- O Tripoliju na stranicama GTP